# Narthecium ossifragum
Narthecium ossifragum é uma espécie botânica pertencente ao gênero Narthecium.

## Sinônimos
- Abama ossifraga (L.) DC.
- Anthericum ossifragum L.
- Anthericum palustre Salisb.
- Narthecium anthericoides Hoppe ex Mert. & W.D.J.Koch
- Narthecium palustre Bubani
- Phalangium ossifragum (L.) Muhl. ex Steud.
- Tofieldia ossifraga (L.) Chaub.

## Galeria

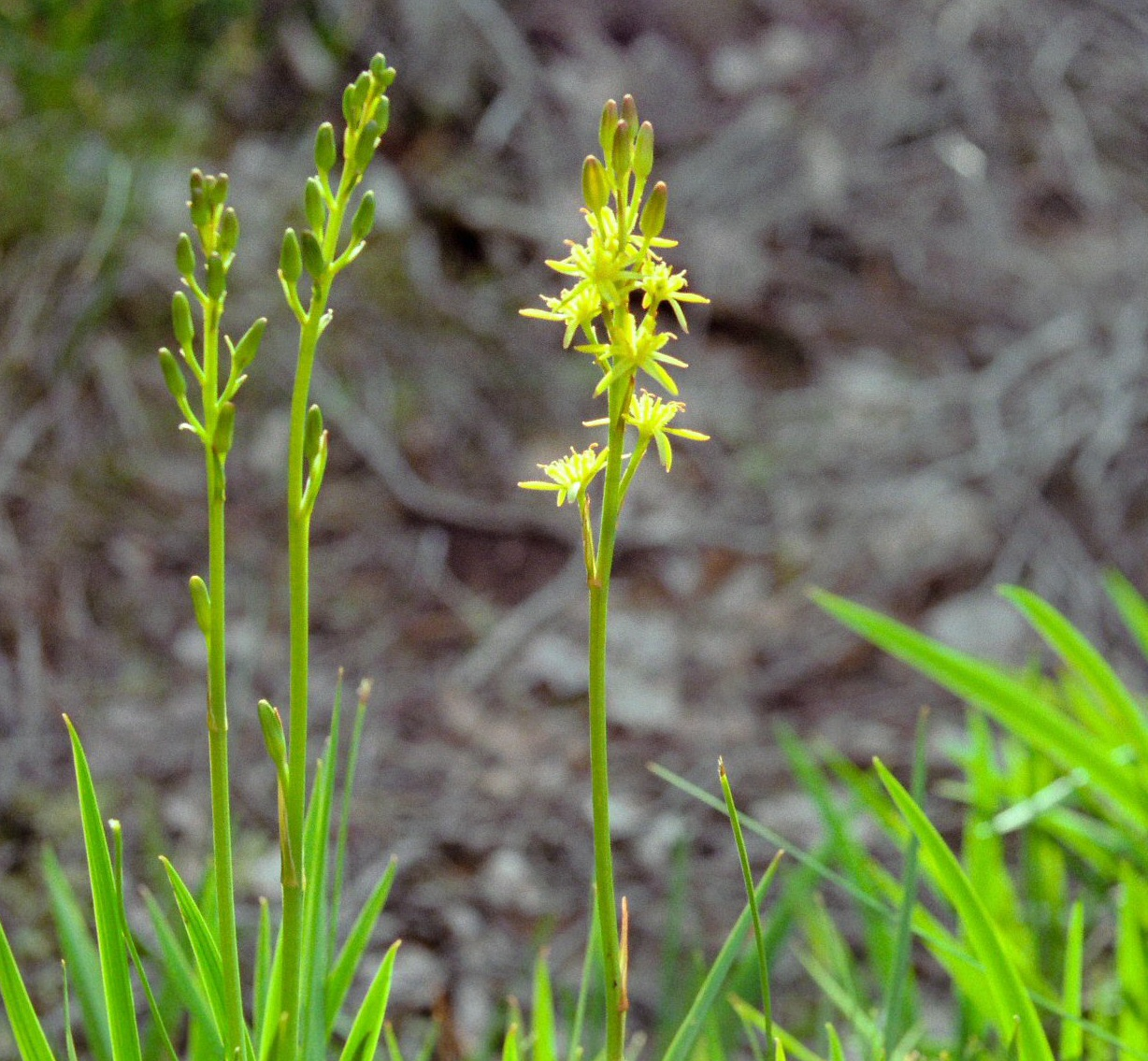
Narthecium ossifragum em flor
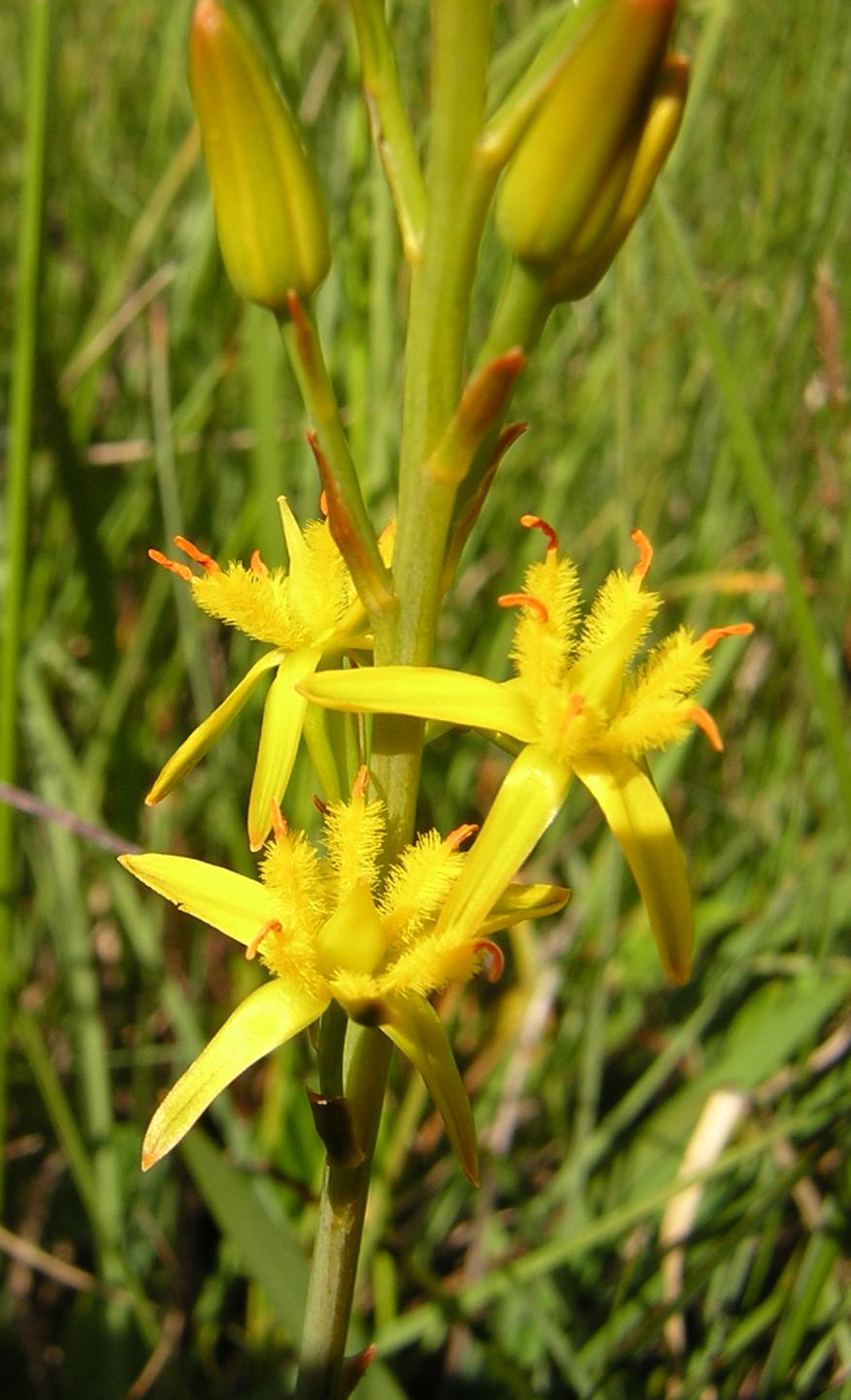
N. ossifragum
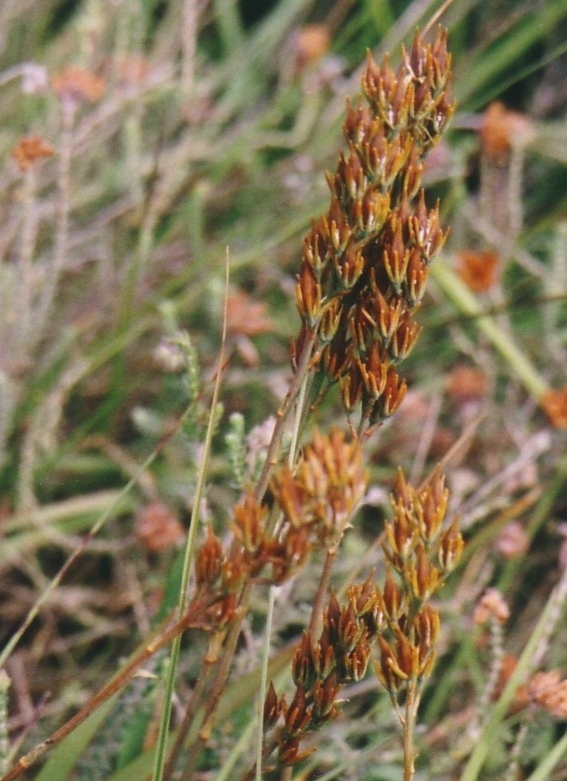
N. ossifragum
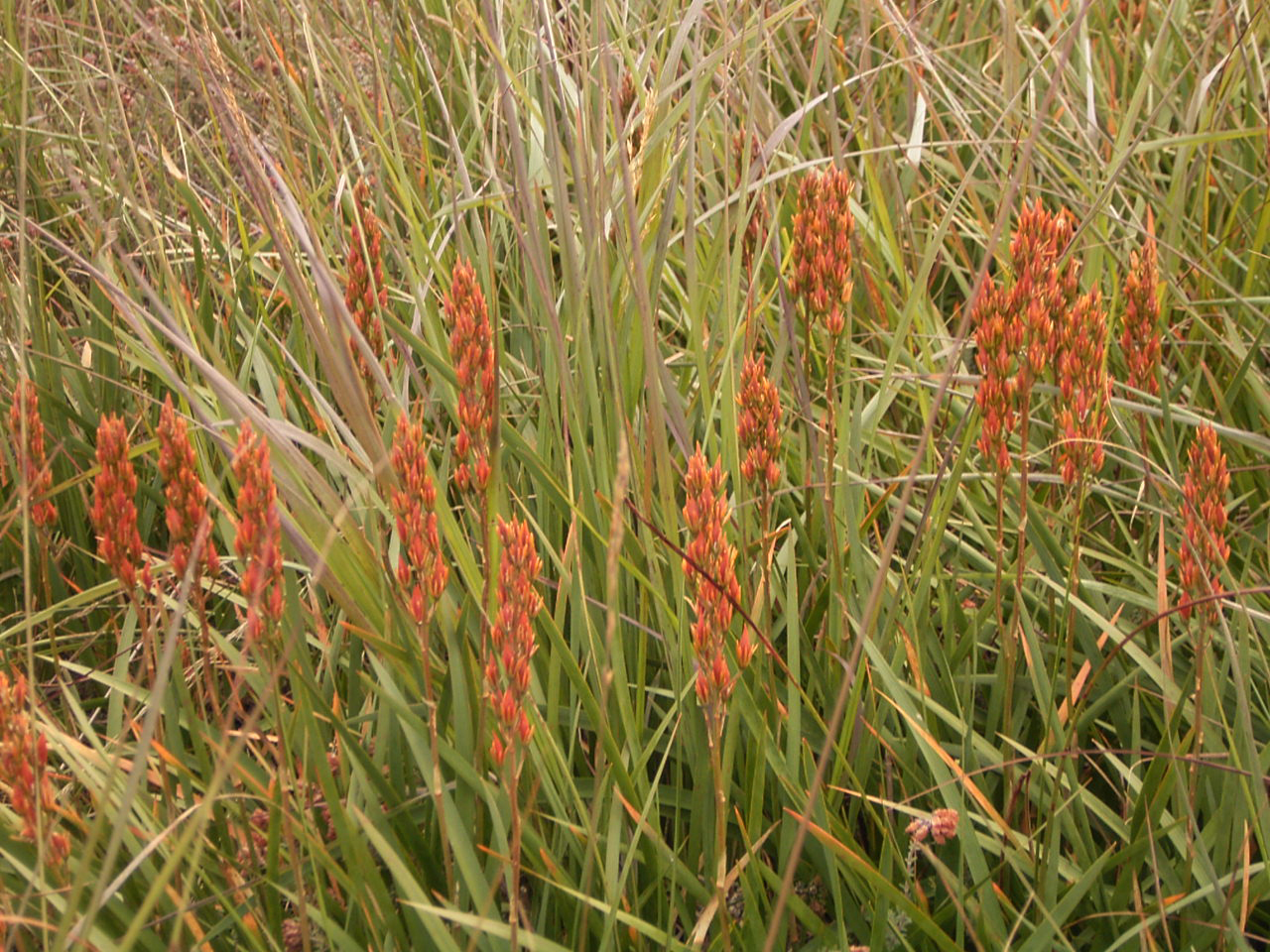
N. ossifragum
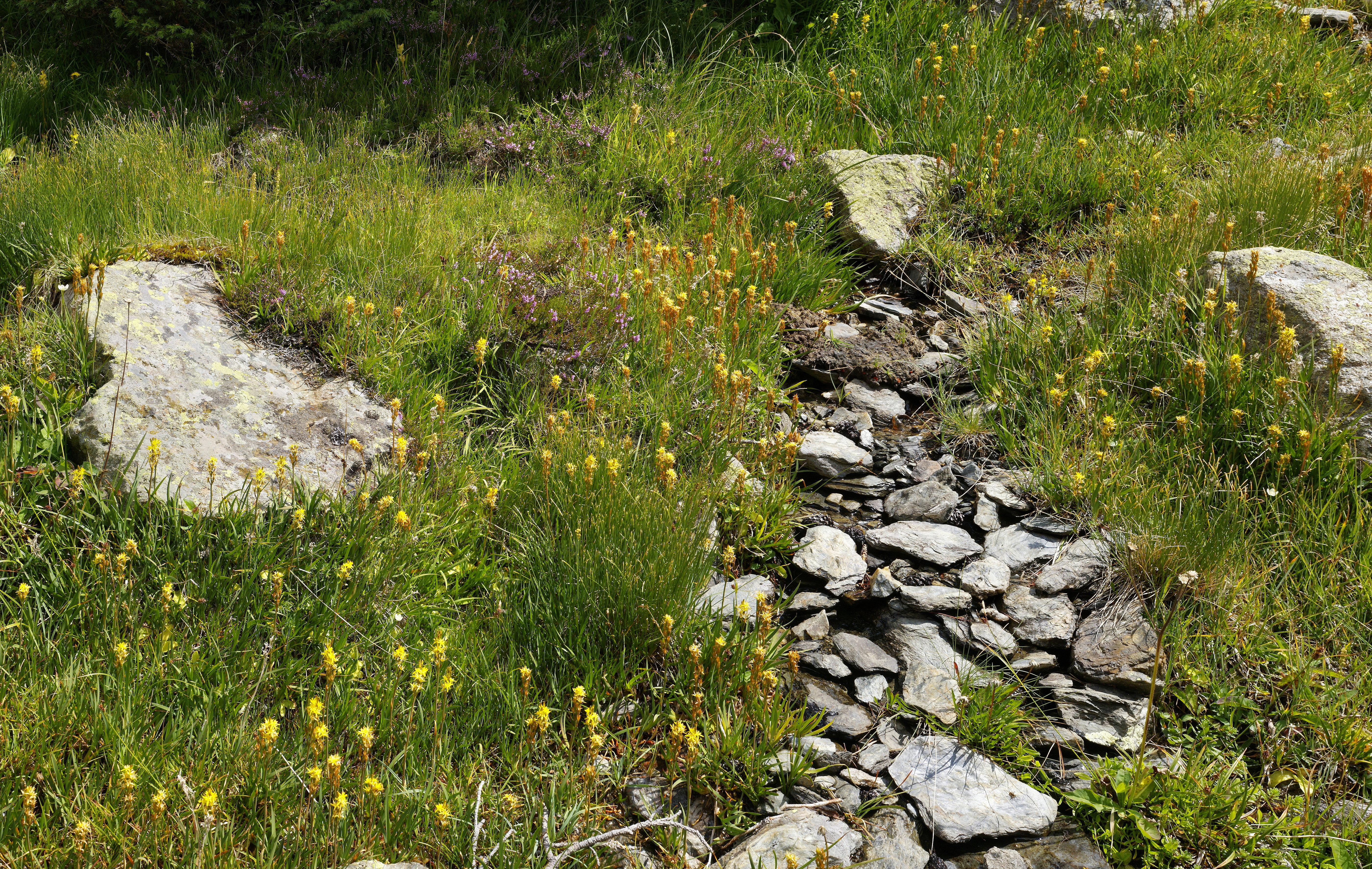
N. ossifragum, in situ perto de El Serrat, Andorra
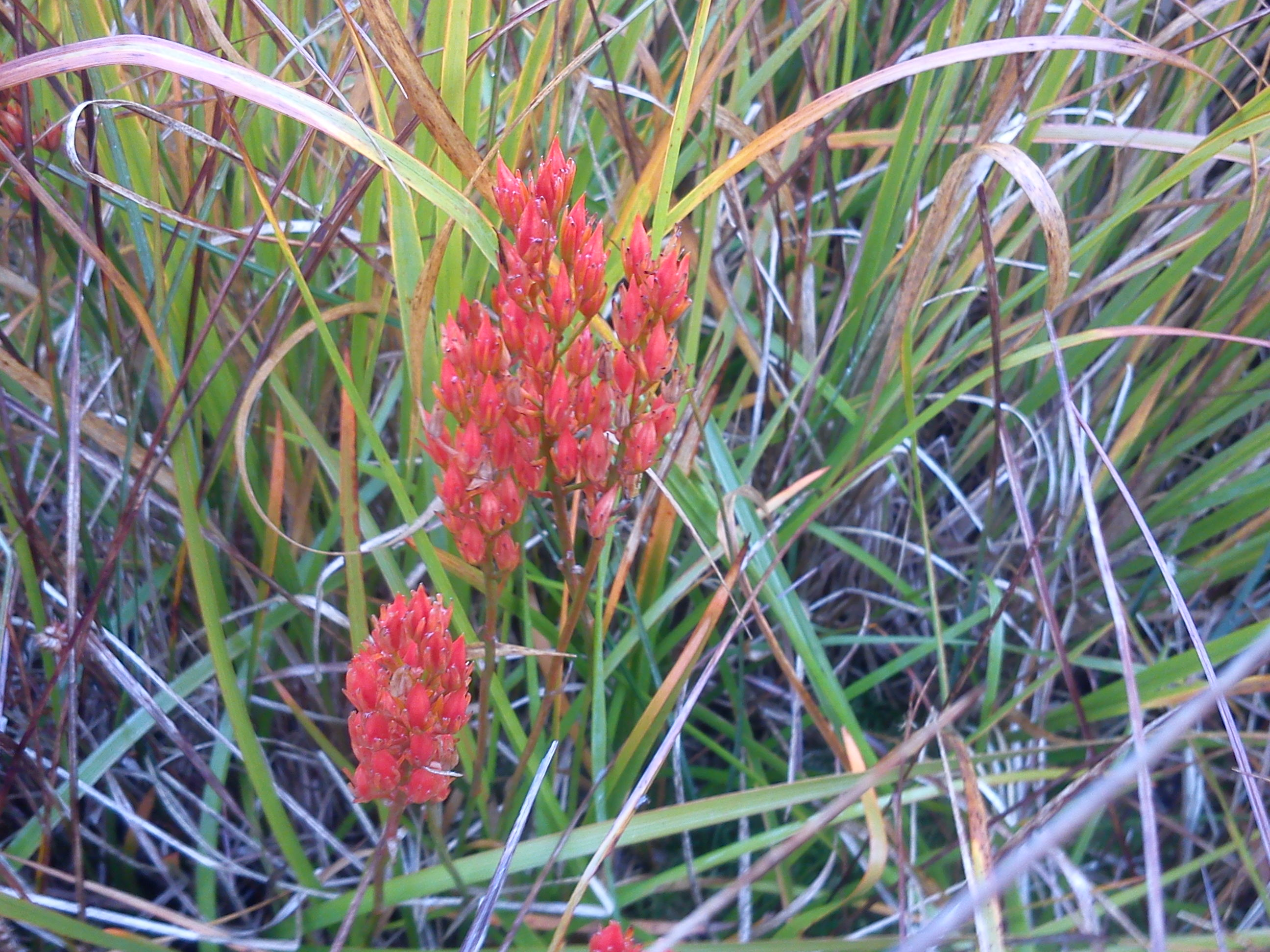
Narthecium ossifragum High Fens, Bélgica